# Carnaval d'hiver de Montréal

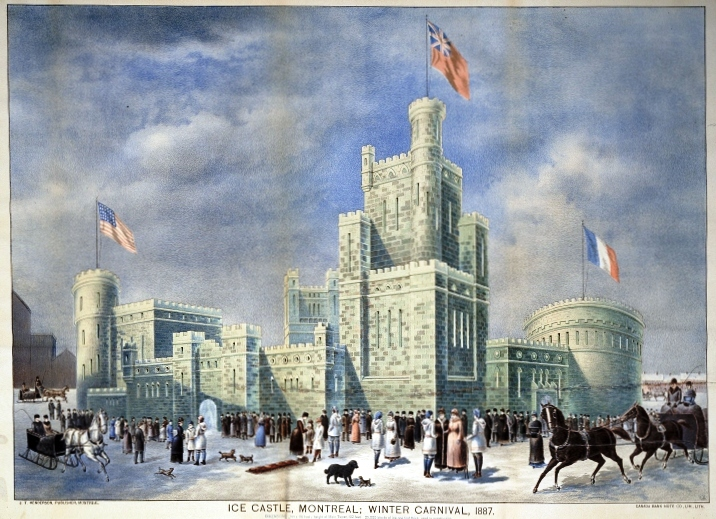
Palais de glace, Carnaval d'hiver de Montréal, 1887

Le Carnaval d'hiver de Montréal qui a eu lieu en février de 1883 à 1889, fut un des premiers grands événements festifs d'Amérique et a amené de nombreuses innovations qui ont marqué l'histoire de Montréal et celle du milieu des événements. 

## Historique

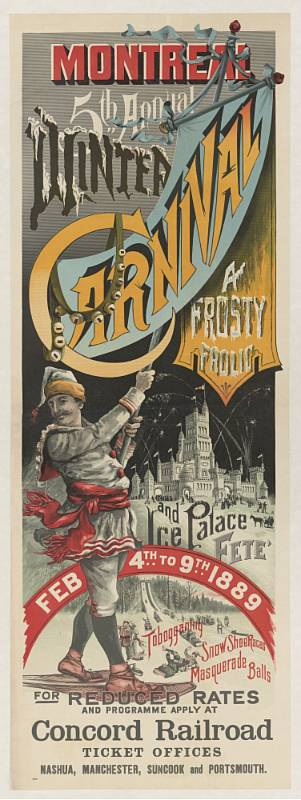
Affiche de 1889

C'est lors du banquet annuel de 1882 du Montreal Snowshoe Club que l'avocat montréalais Robert D. McGibbon lance l'idée de créer un carnaval d'hiver à Montréal. L'objectif principal était de réunir tous les clubs de sportifs amateurs de Montréal (raquettes, curling, toboggan, patin, hockey) afin de créer un événement rassembleur durant la saison froide.  Dès l'année suivante, M. McGibbon inaugure, au Square Dominion, le premier Carnaval d'hiver de Montréal, qui est du même coup le premier carnaval du genre en Amérique du Nord,. Matthew Hamilton Gault en sera le premier commissaire. Pour la première fois, un événement était créé officiellement pour générer des revenus touristiques à Montréal au moment de la saison morte. On y avait même prévu une salle de presse pour les journalistes étrangers[réf. nécessaire]. Afin d'attirer les foules, les organisateurs font une campagne de promotions utilisant des moyens de diffusion tels des dépliants, des publicités dans les journaux locaux, dont le Canadian Illustrated News, et étrangers et des affiches, entre autres,. Le programme d'activités devait être suffisamment attrayant pour motiver les gens à passer une semaine à Montréal durant l'hiver. Pour ce faire, ils s'inspirent de fêtes que l'on donnait en Russie vers la fin du XVIIIe siècle. C'est ainsi que M. McGibbon inaugure en 1883, au Square Dominion, le premier palais de glace jamais construit en Amérique du Nord et le premier construit depuis plus de cent ans soit depuis celui de l'impératrice Anne Ire de Russie à Saint-Pétersbourg en 1740.    
Les deux premiers carnavals,1883 et 1884, sont ceux qui remportent le plus de succès. Durant ces deux années, les pôles d'activités étaient d'abord situés au Square Dominion et au parc du Mont-Royal, en raison de la proximité des clubs sportifs anglophones. En 1885, les francophones, qui étaient alors plutôt minoritaires lors des précédentes éditions du carnaval, se joignent aux festivités en organisant des activités dans le secteur la place d'Armes. Le Carnaval de Montréal qui était plutôt centralisé à l'ouest de la ville s'étend ainsi vers l'est, favorisant la participation de la population francophone. Malgré cet élargissement, le taux de participation est moindre que les années précédentes, probablement à cause du manque de nouveautés offertes dans la programmation d'activités. Le Carnaval d'hiver de Montréal n'a pas lieu en 1886 à cause d'une épidémie de petite vérole dans la ville. Toutefois, le tournoi de hockey sera présenté cette année-là. Le carnaval revient en 1887 et fait ensuite relâche en 1888. Le Carnaval connaîtra sa dernière édition en 1889. Les coûts croissants, les difficultés de financement et la concurrence de villes comme Saint Paul au Minnesota, Saratoga et Albany qui avaient développé de nouveaux carnavals d'hiver concurrents amenèrent les dirigeants à cesser les activités du Carnaval d'hiver de Montréal après six éditions. En 1909, 1910, 1938 et 1961 la Carnaval de Montréal renait, mais aucune de ces éditions n'est un succès. C'est en 1984 que les festivités hivernales s'ancrent à nouveau à Montréal grâce à l'événement la Fête des neiges.    

## Programmation et attractions
Les activités du Carnaval étaient diversifiées : les promenades en traîneaux, les randonnées de raquettes à l'île Sainte-Hélène et au parc du Mont-Royal, les courses en traîne sauvage ainsi que les bals masqués sur glace ponctuaient le programme des activités carnavalesques pendant près d'une semaine.
On y a organisé des tournois de curling et de hockey sur glace. 
L'apothéose de la fête survenait avec la simulation de l'attaque du palais de glace par des clubs de raquetteurs, sous une pluie de feux d'artifice. Le Carnaval d'hiver de Montréal fit également sa renommée grâce à la tenue de grands galas comme les grands galas à l'hôtel Windsor et les mascarades au Victoria Skating Rink, où étaient conviés le Gouverneur général du Canada et des notables américains, canadiens et montréalais. La clôture du carnaval se faisait enfin au Square Dominion avec un feu d'artifice.

### Palais de glace
En 1883, la conception du palais de glace du Carnaval d'hiver de Montréal est confiée au sculpteur Robert Reid et à la firme d'architectes montréalaise Hutchison and Steel, composée d'Alexander Cowper Hutchison et d'A. D. Steel. Le coût des travaux est estimé entre 600 et 1 000 dollars, devise de l'époque. Les plans initiaux indiquaient que le palais soit construit sur le fleuve, mais les conditions instables de ce dernier ont forcé les concepteurs à le construire au Square Dominion. L'entrepreneur de ce projet est John Henry Hutchison, le frère de l'architecte. Des menuisiers et des maçons ont participé à l'édification du palais. Dans ce cas-ci, l'eau était utilisée comme mortier. Les tours et les murs sont faits de blocs de glace, alors que le toit et les flèches sont supportés par des poutres de bois que l'on couvre de branches de cèdre, le tout recouvert de glace. C'est la compagnie Thompson Houston Co. qui fournit le matériel nécessaire à l'éclairage électrique du palais. De plus petite taille que ceux qui lui succéderont, le palais de 1883 a servi de prototype afin de vérifier la résistance de la glace en tant que matériau. L'expérience se révélant concluante, la firme d'Hutchison assuma donc par la suite l'élaboration à Montréal des palais de 1884, 1885, 1887 et 1889. Pour le palais 
De tous les palais, le fort de 1885 représente la plus grande réalisation d'Hutchison. Érigé au coût de 5 000 $, il nécessita près de 12 000 blocs de glace découpés à même la surface du fleuve Saint-Laurent et fut doté d'un éclairage électrique ornemental, muni de lampes à arc. Sa tour principale atteint plus de 30 mètres de haut. En 1886, alors que Montréal annule son carnaval à cause d'une épidémie de petite vérole, la ville de Saint-Paul au Minnesota embauche Hutchison pour la conception de son premier palais de glace.

### Condora
Érigé de glace, le Condora reproduit une pagode indienne.  De forme conique, la construction se compose de sept paliers et huit tourelles. Son sommet est orné d'une statue représentant un raquetteur qui porte un flambeau éclairé à l'électricité.  

### Labyrinthe

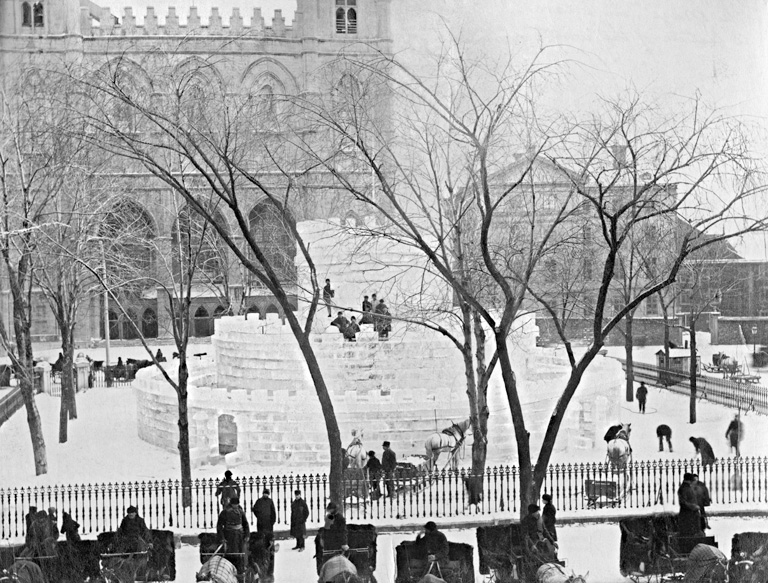
Labyrinthe de glace, place d'Armes, vers 1887

En 1887, un labyrinthe de glace dont le parcours fait plus de 600 pi est construit sur la place d'Armes dans le vieux Montréal,. Cette construction s'inspire de l'aménagement paysager caractéristique des jardins anglais du XVIIe siècle. Selon une description du Witness Carnival Number, ce serait une reproduction à plus petite échelle du labyrinthe de la court de Hampton à Londres. Le contrat de construction est donné à M. Wilson et le chantier est supervisé par M.J. Parker.

### Tournois de hockey

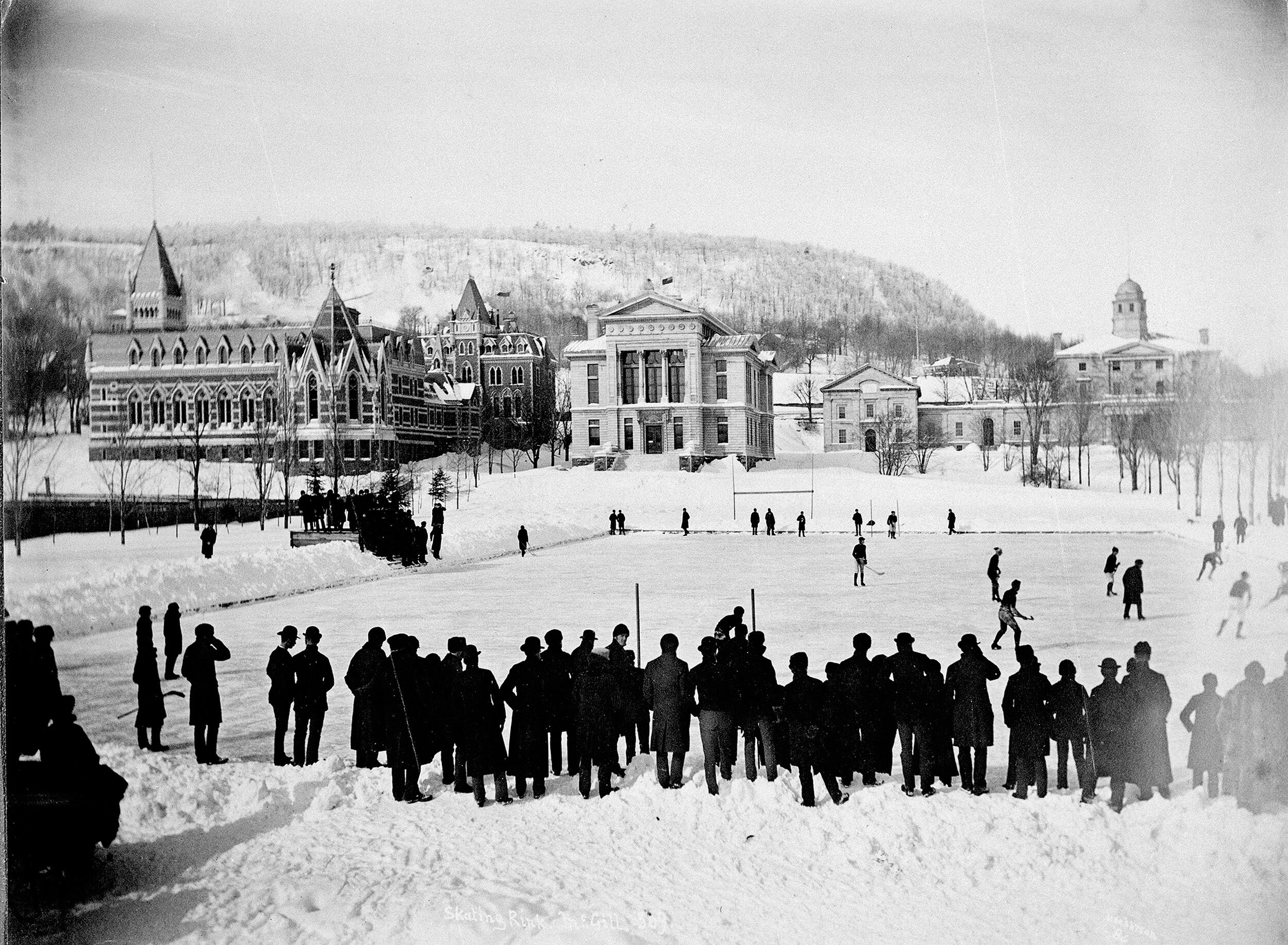
Tournoi de hockey sur glace de 1884 du Carnaval d'hiver à l'Université McGill

En 1883, les responsables du Carnaval demandent à la Montreal Amateur Athletic Association (MAAA) d'organiser un premier tournoi de hockey sur glace dont la popularité prenait de l'ampleur à Montréal. Le carnaval a contribué à populariser le sport. En collaboration avec l'Université McGill, ils organisent le premier tournoi de hockey, à l'extérieur, sur le fleuve Saint-Laurent. Trois équipes y participent, soit les Victorias de Montréal, l'Université McGill et une équipe de la ville de Québec. McGill remporte ce premier tournoi qui s'était déroulé sur deux jours et qui était par ailleurs le tout premier de l'histoire du hockey,. 
En 1884, le tournoi s'échelonne sur six jours et met en compétition cinq équipes. Quatre sont de Montréal, les Victorias, l'Université McGill, les Wanderers et les Crystals, et un club vient d'Ottawa, le Ottawa Hockey Club. Contrairement au tournoi de 1883, la ville de Québec n'est pas représentée. En effet, le club de Québec a refusé de participer à l'événement à cause d'un litige avec l'Association athlétique amateur de Montréal qui avait annulé un match de hockey dans la ville de Québec quelques semaines avant le début du tournoi. L'équipe d'Ottawa remporte le tournoi qui est joué sur le terrain de l'Université McGill.   
En 1888, le nouveau Gouverneur général du Canada, Lord Stanley, impressionné par le premier match de hockey auquel il assiste pendant le Carnaval de Montréal, décida de créer un trophée pour récompenser la meilleure équipe lors du tournoi de 1889, trophée qui deviendra par la suite la Coupe Stanley. 
Le tournoi de hockey est organisé annuellement jusqu'en 1889.

## Sources
- Sylvie Dufresne, Le Carnaval d'hiver de Montréal (1883-1889), mémoire de maîtrise : Université du Québec à Montréal, 1980, 214 p.
- Sylvie Dufresne. Le Carnaval d'hiver de Montréal, 1883-1889. Revue d'histoire urbaine, vol. XI, n° 3 (février 1983)